# Tartaglia
Tartaglia (također i Jakovlić), stara splitska patricijska obitelj koja je imala značajnu ulogu u političkoj, vojnoj i kulturnoj povijesti Splita. Prezime obitelji (u prijevodu mucavac) čuva uspomenu na Andriju Nikole koji zbog svoje govorne mane nije mogao obavljati javne gradske dužnosti.
Palača Tartaglia nalazi se u južnom dijelu predgrađa u četrvti Sv. Klara.

## Povijest
Obitelj Tartaglia pripada među najstarije splitske plemićke obitelji. U izvorima se može pratiti od 12. stoljeća, ali je nesumnjivo starijeg postanka. U splitskom Statutu iz 1312. godine spominje se njihovo salonitansko podrijetlo što je teško utvrditi.
Rodonačelnik obitelji bio je plemić Mihacije koji se kao odvjetnik spominje 1201. godine. Njegov unuk Andrija Mihacijev spomenut je kao sudac prilikom sklapanja mira između Splita i Trogira 1239. godine.
Za vrijeme splitskog pučkog ustanka 1398. – 1402. godine, Tartaglie se nalaze u izgnanstvu u Trogiru. Naslov Conte Veneto obitelji je dodijelio 1444. godine mletački dužd Francesco Foscari. Od 16. stoljeća članovi obitelji ističu se kao vojni zapovjednici u ratovima protiv Turaka.
U 19. stoljeću istaknuo se narodnjak i splitski načelnik (do 1848.) Mihovil koji se često suprotstavljao načelniku Bajamontiju, dok u prvoj polovini 20. stoljeća istaknuto mjesto u splitskoj i hrvatskoj povijesti ima Ivo Tartaglia.